# Wojciech Stachowicz
Wojciech Stachowicz (ur. 3 sierpnia 1888 w Krakowie, zm. 8 sierpnia 1958 tamże) – pułkownik artylerii Wojska Polskiego.

## Życiorys
Urodził się 3 sierpnia 1888 w Krakowie, w rodzinie Wojciecha. 12 czerwca 1907, po złożeniu matury, zakończył naukę w c. k. I Wyższej Szkole Realnej w Krakowie. Po odbyciu obowiązkowej służby wojskowej w cesarskiej i królewskiej Armii, w charakterze jednorocznego ochotnika, został mianowany kadetem rezerwy ze starszeństwem od 1 stycznia 1911 i wcielony do 1 dywizjonu artylerii konnej w Krakowie. W latach 1912–1913 wziął udział w mobilizacji sił zbrojnych Monarchii Austro-Węgierskiej, wprowadzonej w związku z wojną na Bałkanach. Na stopień porucznika rezerwy został awansowany ze starszeństwem z 1 lutego 1916.
W listopadzie 1918 został przyjęty do Wojska Polskiego, w stopniu kapitana. Walczył na wojnie z bolszewikami 1919–1920. 1 czerwca 1921 pełnił służbę w Centralnej Składnicy Uzbrojenia w Krakowie, pozostając na ewidencji 6 dywizjonu artylerii konnej. Po wojnie został zweryfikowany w stopniu majora ze starszeństwem z dniem 1 czerwca 1919 i 71. lokatą w korpusie oficerów rezerwowych artylerii. Jako oficer rezerwy został zatrzymany w służbie czynnej. Służbę pełnił w 5 dywizjonie artylerii konnej w Krakowie na stanowisku kwatermistrza. 1 lipca 1924 został przemianowany na oficera zawodowego w stopniu majora ze starszeństwem z dniem 1 lipca 1919 i 4. lokatą w korpusie oficerów artylerii. W listopadzie 1927 został przeniesiony do 5 pułku artylerii ciężkiej w Krakowie na stanowisko dowódcy I dywizjonu. W marcu 1929 został wyznaczony na stanowisko dowódcy 12 dywizjonu artylerii konnej w Ostrołęce. 24 grudnia 1929 awansował na podpułkownika ze starszeństwem z dniem 1 stycznia 1930 i 7. lokatą w korpusie oficerów artylerii. W lutym 1935 objął dowództwo 15 pułku artylerii lekkiej w Bydgoszczy. Awansowany na pułkownika ze starszeństwem z dniem 1 stycznia 1936 i 6. lokatą w korpusie oficerów artylerii. 24 sierpnia 1939, w czasie mobilizacji alarmowej, został dowódcą artylerii dywizyjnej 15 Dywizja Piechoty. Na tym stanowisku walczył w kampanii wrześniowej. Z resztkami 15 DP dołączył do obrony Warszawy.
Zmarł 8 sierpnia 1958 w Krakowie i został pochowany na cmentarzu Rakowickim (kwatera X(IKS)-płd-po pr. Kehler Augusty).

## Ordery i odznaczenia
- Krzyż Oficerski Orderu Odrodzenia Polski – 10 listopada 1938 „za zasługi w służbie wojskowej”[19][20]
- Krzyż Walecznych[15]
- Złoty Krzyż Zasługi – 19 marca 1931 „za zasługi na polu organizacji i wyszkolenia wojska”[21][22]
- Brązowy Medal Zasługi Wojskowej z mieczami na wstążce Krzyża Zasługi Wojskowej[3]
- Krzyż Wojskowy Karola[3]
- Krzyż Pamiątkowy Mobilizacji 1912–1913[3]